# Auricularia heimuer

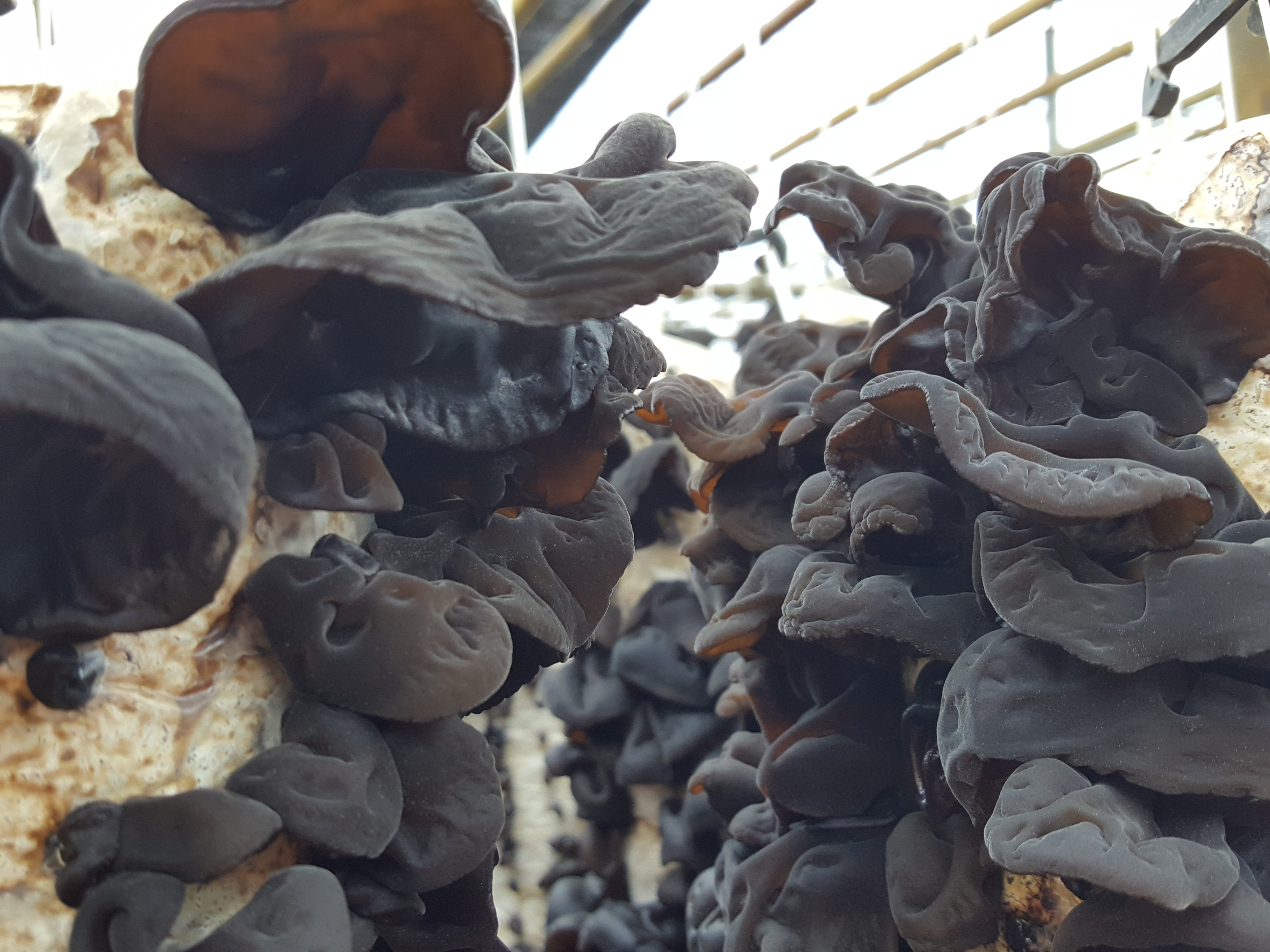
Гриби на фермі

Чорне дерев'яне вухо (Auricularia heimuer) — вид грибів ряду Auriculariales. Його комерційно вирощують у Китаї. Раніше цей вид відносили до європейської Auricularia auricula-judae, але невідомо, чи вона зустрічається у Східній Азії. Auricularia heimuer є популярним інгредієнтом багатьох китайських страв, таких як гострий і кислий суп, а також використовується в традиційній китайській медицині.

## Таксономія
Auricularia heimuer була описана в 2014 році в результаті молекулярного дослідження на основі кладистичного аналізу послідовностей ДНК диких і культивованих видів Auricularia в Китаї. Це дослідження показало, що найчастіше культивований вид раніше неправильно визначали як Auricularia auricula-judae, вид з Європи, а натомість був окремим і відмінним видом, обмеженим Східною Азією. Його назвали Auricularia heimuer на основі китайської народної назви гриба: heimuer (黑木耳) чорне дерев'яне вухо.

## Опис
Плодові тіла драглисті, мають форму вуха і з боків прикріплені до деревини. 120 мм завдовжки і 1,5 мм завширшки. Верхня поверхня тонко опушена, у свіжому вигляді від жовто-коричневого до червонувато-коричневого, у сухому — сіро-коричнева. Колір культивованих екземплярів часто темніший. Нижня сторона, яка утворює спори, гладка або з легкими прожилками, рожево-коричнева, коли свіжа, пурпурно-сіра, коли суха.

## Поширення
Auricularia heimuer — вид, який спричинює гниття деревини, зазвичай зустрічається на мертвій або впалій деревині широколистяних дерев. У дикій природі живе найчастіше на дубі (Quercus), рідше на інших широколистяних деревах. У культивуванні його іноді вирощують на широколистяних колодах, частіше на середовищах, які містять тирсу.
Вид зустрічається в помірних зонах північного Китаю, а також відомий на Далекому Сході Росії, в Кореї та Японії.

## Використання

### Кулінарія

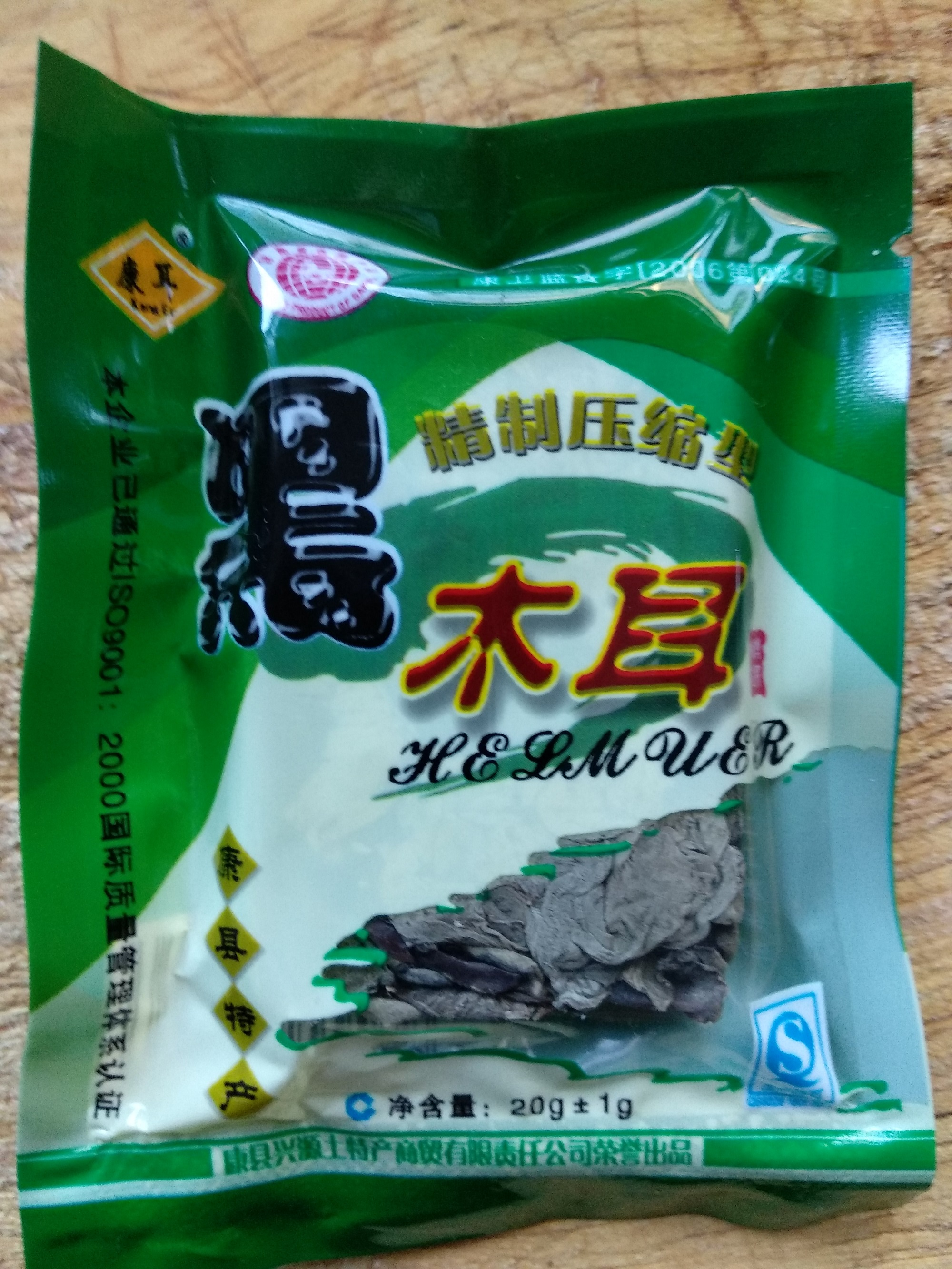
Висушений Auricularia heimuer

Китай: використання виду Auricularia, ймовірно A. heimuer, як їжі та ліків було зареєстровано 2000 років тому в китайській медичній книзі «Збірник матерії медики Шеннонга». Види культивувалися в Китаї ще за часів династії Тан (618—907). Лі Шичжень у своїй праці Pen Tsao Kang Mu пише: «Покладіть розпарені висівки на колоди, накрийте соломою, дерев'яне вухо виросте». Гриб широко використовується як інгредієнт для солоних страв, а також його готують і подають у вигляді салату з овочами та приправами. Суп, який містить цей вид, використовували в медицині для лікування застуди та гарячки, вважали, що він знижує тепло тіла. Відповідно до публікації 2010 року, річне виробництво видів Auricularia у всьому світі є четвертим за величиною серед усіх промислово культивованих кулінарних і лікарських грибів. Орієнтовний річний обсяг виробництва в Китаї в 2013 році становив 4,75 мільярда кг (свіжа вага) вартістю близько чотирьох мільярдів доларів США.
Японія: в Японії гриб, відомий як «кікураге» (キクラゲ) (букв. «деревна медуза»), зазвичай подрібнюють і використовують як начинку для рамену.
Корея: Комерційно культивований і називається «хен-могі» (흑목이), гриб зазвичай використовується в чапчхе.